# Мозиманн, Антон
Антон Мозиманн   (нем. Anton Mosimann; род. 1947) —   швейцарский шеф-повар и ресторатор, который тринадцать лет был шеф-поваром кухни в лондонском отеле The Dorchester, и за это время его ресторан получил  две звезды в 
путеводителе «Мишлен».  Автор 14 кулинарных книг. Офицер Ордена Британской империи (2004).

## Биография
Антон родился 23 февраля 1947 года в Золотурне, в предгорьях швейцарской Юры, в семье Отто и Хельги Мозиманнов. С детства он помогал в ресторане, которым управляли его родители в Нидау. Он был единственным ребёнком в семье.
Когда ему было 15 лет, он начал учиться в местном отеле, а в возрасте 25 получил диплом шеф-повара кухни.
Мозиманн называет свой кулинарный стиль cuisine naturelle, поскольку он подчёркивает здоровые и натуральные ингредиенты, избегая добавления жира и алкоголя.
С 1973 года Антон Мозиманн женат на Катрин Рот. У пары двое сыновей — Марк и Филипп.
В августе 2020 года стало известно, что переболев COVID-19, швейцарский шеф-повар на некоторое время утратил чувство вкуса.